# Ludwik Kobiela
Ludwik Kobiela (ur. 22 stycznia 1897 w Zarzeczu, w pow. cieszyńskim, zm. 30 grudnia 1945 w Katowicach) – polski folklorysta i literat. 

## Życiorys
Był szóstym dzieckiem Józefa (1850–1909) i Zuzanny Kobielów (1850–1934). Pracował jako nauczyciel gimnazjalny w Orłowej i Katowicach. Publikował artykuły w „Polsce Zachodniej”, „Kurierze Literacko-Naukowym” i innych. Opisywał zwyczaje i wierzenia ludu górnośląskiego dotyczące Wielkanocy, wigilii Bożego Narodzenia, pogrzebów („Kurier Literacko-Naukowy” 1928 nr 44), psów i kotów („Polska Zachodnia” 1927 nr 163), żab („Kurier Literacko-Naukowy” 8.08.1927), zbóż, a także podania dotyczące zakopanych skarbów. Wydał tom opowiadań „Żabi kraj” (Cieszyn, 1936), opisujących życie ludu wiejskiego w rodzinnych stronach.
Ojciec Bogumiła i Marka (ur. 1935).
Zmarł w Katowicach. Pochowany na cmentarzu przy ul. Sienkiewicza.

## Twórczość
- Awantury i przygody, które przeżył figlarz młody, wyd. Gebethner i Wolff, Kraków 1938.
- Bastion: powieść o życiu Polaków zaolziańskich.
- Gorejący skarb: widowisko śląskie w pięciu obrazach ze śpiewami i tańcami, wyd. 1938.
- Hołd Rzeczypospolitej: deklamacja sceniczna na uroczystości państwowe z ilustracjami muzycznymi.
- Żabi kraj: opowiadania śląskie, wyd. 1935.

## Ordery i odznaczenia
- Złoty Krzyż Zasługi (pośmiertnie, 18 stycznia 1946)[4]